# Albalate de Tajuña
Albalate de Tajuña es un despoblado en el término municipal de Luzaga, en la provincia de Guadalajara (España). Se situaba a medio camino entre Luzaga y Cortes de Tajuña. Se trataba de una pequeña aldea de unas pocas casas de la que tan solo se mantiene en pie parte de la atalaya, la ermita dedicada a San Roque y el molino.